# Хотизе
Хотизе (пол. Chotyze) — село в Польщі, у гміні Цепелюв Ліпського повіту Мазовецького воєводства.
Населення — 190 осіб (2011).
У 1975-1998 роках село належало до Радомського воєводства.

## Демографія
Демографічна структура станом на 31 березня 2011 року:
|          | Загалом | Допрацездатний вік | Працездатний вік | Постпрацездатний вік |
| -------- | ------- | ------------------ | ---------------- | -------------------- |
| Чоловіки | 101     | 22                 | 66               | 13                   |
| Жінки    | 89      | 21                 | 52               | 16                   |
| Разом    | 190     | 43                 | 118              | 29                   |